# 杨子烈
杨子烈（1902年12月9日—1994年3月27日），湖北枣阳人，中国共产党早期党员，中国共产党早期妇女运动的活跃人物。1921—1923年间加入中国共产党。1922年秋与徐全直等在湖北省立女子师范学校发动学潮。1938年其夫张国焘脱党，杨子烈亦从之。1949年移居香港，1968年移居加拿大。1994年逝世，年九十二。

## 生平
1902年12月9日，出生于湖北省襄陽府枣阳县。父杨毓达，士绅。

## 著作
《往事如烟-张国焘夫人回忆录》/杨子烈著；香港中国问题研究中心编辑.—香港：香港自联出版社，1970